# Mercury Villager
Der Mercury Villager war ein vom US-amerikanischen Automobilhersteller Mercury von 1992 bis 2002 in zwei Generationen gebauter Van. Der Villager war das Schwestermodell des Nissan Quest.
Mercury hatte die Bezeichnung Villager bereits in den 1960er- und 1970er-Jahren als Modellbezeichnung für Kombimodelle verwendet.

## Geschichte
Der Mercury Villager und Nissan Quest waren das Ergebnis eines Joint Ventures von Ford und Nissan. Zweck des Bündnisses war die Konstruktion eines kleineren und stilistisch anspruchsvolleren Minivans. Beide Modelle debütierten Anfang 1992 auf dem Autosalon in Detroit und unterschieden sich nur in optischen Details voneinander; so besaß der Villager das für die Mercury-Modelle jener Zeit typische Leuchtenband zwischen den Scheinwerfern, den etwa auch der Mercury Sable hatte. Beide besaßen einen Nissan-Motor und wurden im Ford-Werk in Avon Lake/Ohio produziert.
Das Villager/Quest-Joint Venture kam beiden Herstellern zupass; der Ford Aerostar war in die Jahre gekommen und im Verkauf stark abgefallen, während sein Nachfolger Ford Windstar noch auf sich warten ließ. Ford besaß zwar die finanziellen Mittel, ein zusätzliches Werk zu errichten, aber zu wenig freie Ingenieurskapazitäten, um das Fahrzeug zu entwickeln. Nissan andererseits fehlte das Geld, konnte aber Konstruktionsleistungen erbringen und den im Nissan-Werk in Smyrna/Tennessee gebauten Motor beisteuern.

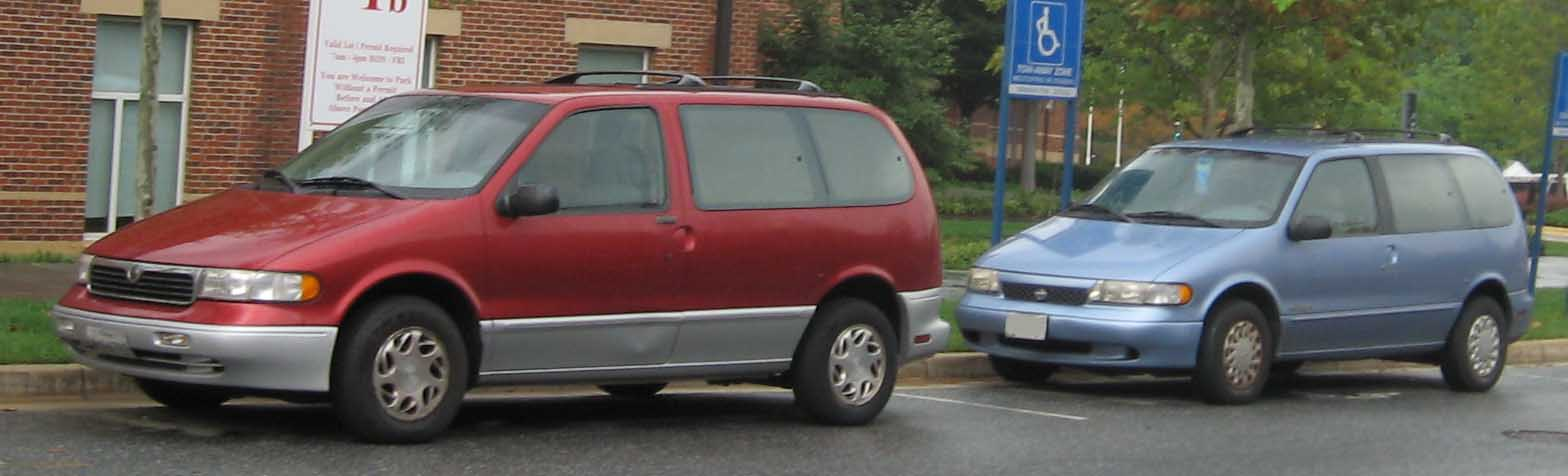
Mercury Villager und Nissan Quest

## Erste Generation (1992–1998)
Der Villager der ersten Generation wurde wie der baugleiche Quest während der gesamten Produktionszeit von einem einzigen Motor angetrieben, einem 3.0-Liter-V6 von Nissan (VG30E), der auch im Nissan Maxima verbaut wurde. Im Villager und Quest leistete der Motor 113 kW (153 PS). Eine von Jatco gelieferte 4-Gang-Automatik war das einzige Getriebe, das zur Verfügung stand.

### Ausstattungen

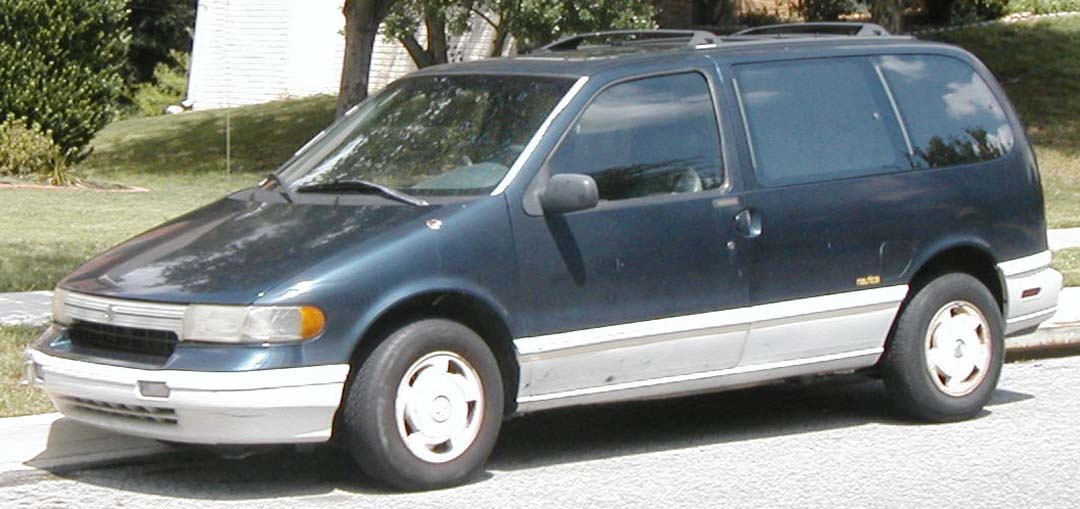
Nautica Special Edition

Den Villager der ersten Generation gab es in drei Ausstattungsstufen: GS, LS und als Luxusversion Nautica Special Edition (ab 1994). In Anlehnung an die Eddie-Bauer-Editionen bei Ford (einschließlich des Minivans Aerostar) wies die Ausstattung auf das gleichnamige Bekleidungsunternehmen hin. Äußerlich wurde der Nautica durch ein blau-weißes Farbschema (mit einem gelben Zierstreifen) gekennzeichnet und war mit mehrfarbigen Ledersitzen (Lederpolster in Blau/Grau oder Grau uni) ausgestattet; ein zugehöriges Kofferset enthielt von Nautica entworfene Seesäcke. Ab 1996 gab es noch weitere Farbschemata.
Eine Besonderheit seiner Zeit war das Kurven/Abbiegelicht, mit dem alle Villager serienmäßig ausgestattet waren und der in den USA bei Lincoln-Modellen beliebte schlüssellose Zugang über einen Zahlencode auf der Fahrertür, das aber nur ganz wenigen Villager-Modellen vorbehalten blieb.

### Facelift (1995)
Zum Modelljahr 1996 wurde das äußere Erscheinungsbild überarbeitet. Ein konventioneller Kühlergrill (nach dem Vorbild des neuen Sable und Mystique) ersetzte das durchgehende Lichtband. Außerdem erhielt der Villager neu gestaltete Rückleuchten (verbunden durch eine rote Blende), Schriftzüge und die Option von einfarbigen Außenverkleidungen (für die unteren Ausstattungslinien). 

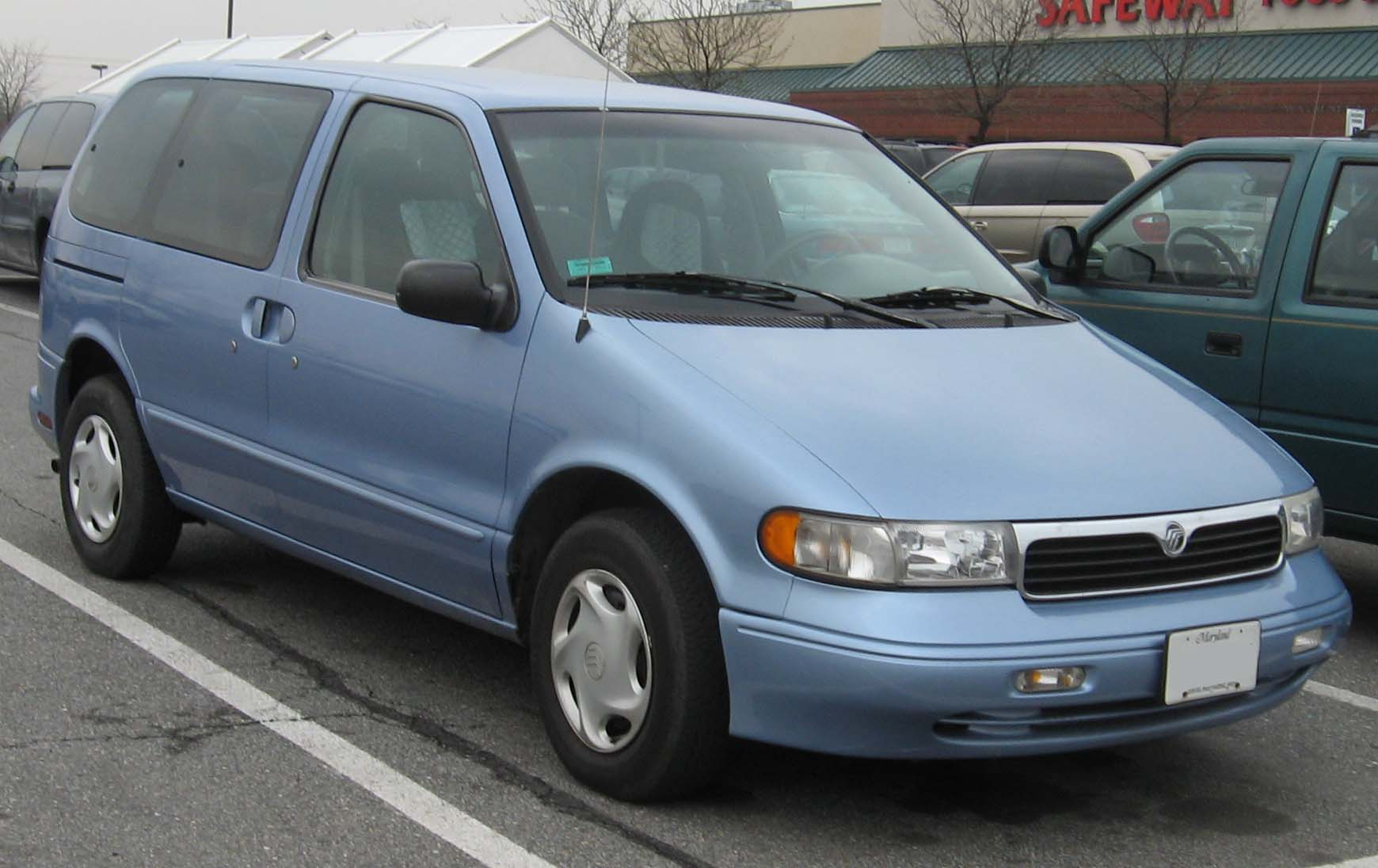
Facelift (1995–1998)
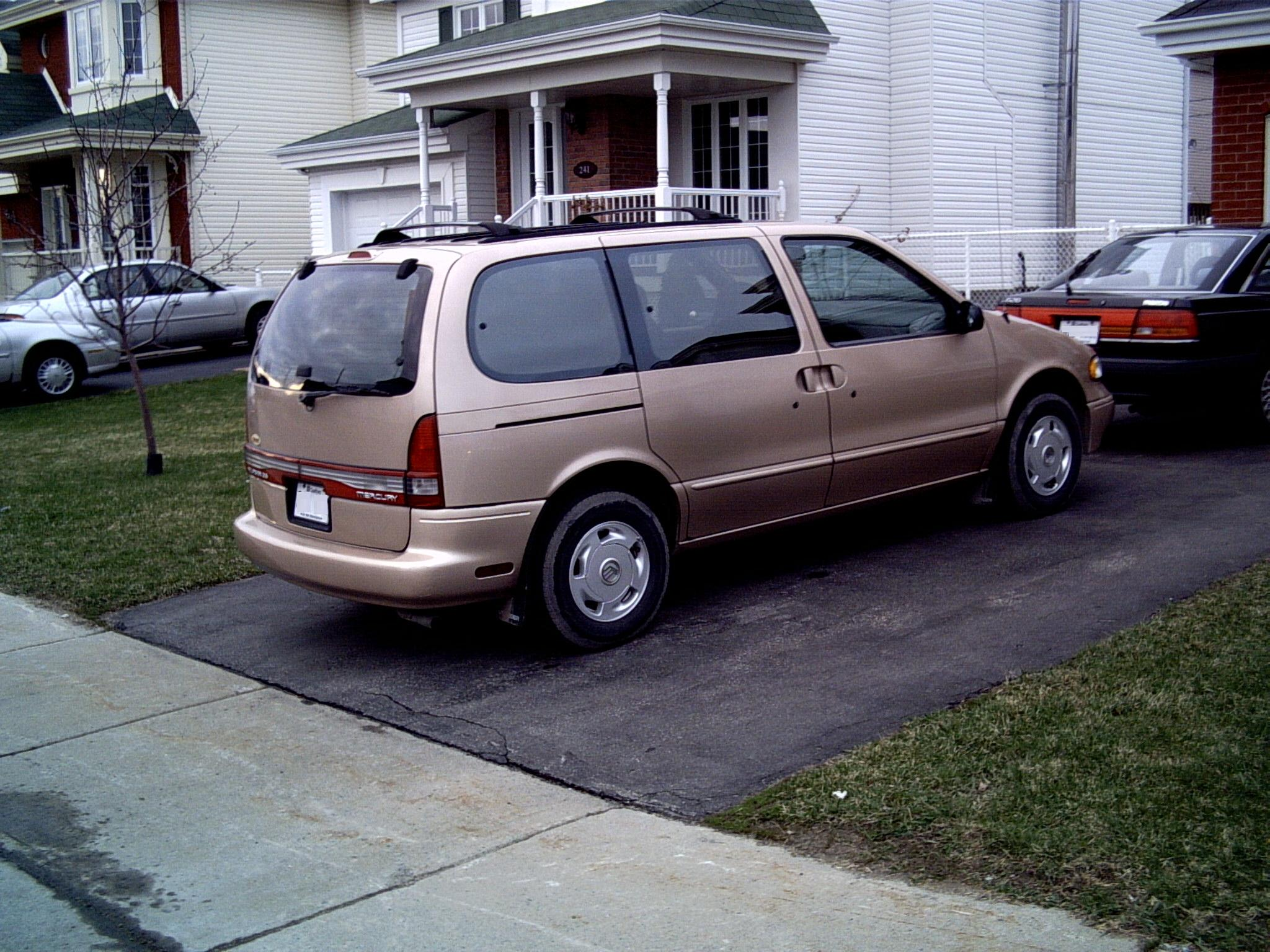
Heckansicht

### Verkauf in Österreich
Für einige Jahre wurden importierte Villager in Österreich unter dem Namen Sauber Villager angeboten.

## Zweite Generation (1998–2002)
Für das Modelljahr 1999 führte Mercury die zweite Generation des Villager ein. Wiederum ein Gegenstück zum Nissan Quest, teilte sich der neue Villager keine Blechteile mit seinem Vorgänger. Wie auch beim größeren Ford Windstar gehörte eine zweite Schiebetür zu den zentralen Änderungen dieser Generation gegenüber dem Vorgänger.
Die zweite Generation des Villager erhielt einen neuen 3,3-Liter-V6-Motor (VG33E) mit einer Leistung von 127 kW (172 PS), der wieder von Nissan geliefert wurde. Eine von Jatco gelieferte 4-Gang-Automatik war nach wie vor das einzige zur Verfügung stehende Getriebe.

### Facelift (2000)
Für 2000 wurden die Front- und Heckschürze überarbeitet; das Mercury-Emblem wurde zentriert und auf dem Kühlergrill und der Heckklappe vergrößert (die Nebelscheinwerfer wurden durch runde ersetzt). Außerdem wurde die Instrumententafel neu gestaltet (es gab nun auch wieder eine die elektronische Instrumententafel).

Den Villager der zweiten Generation gab es in den Ausstattungsstufen Basis, Sport und Estate.

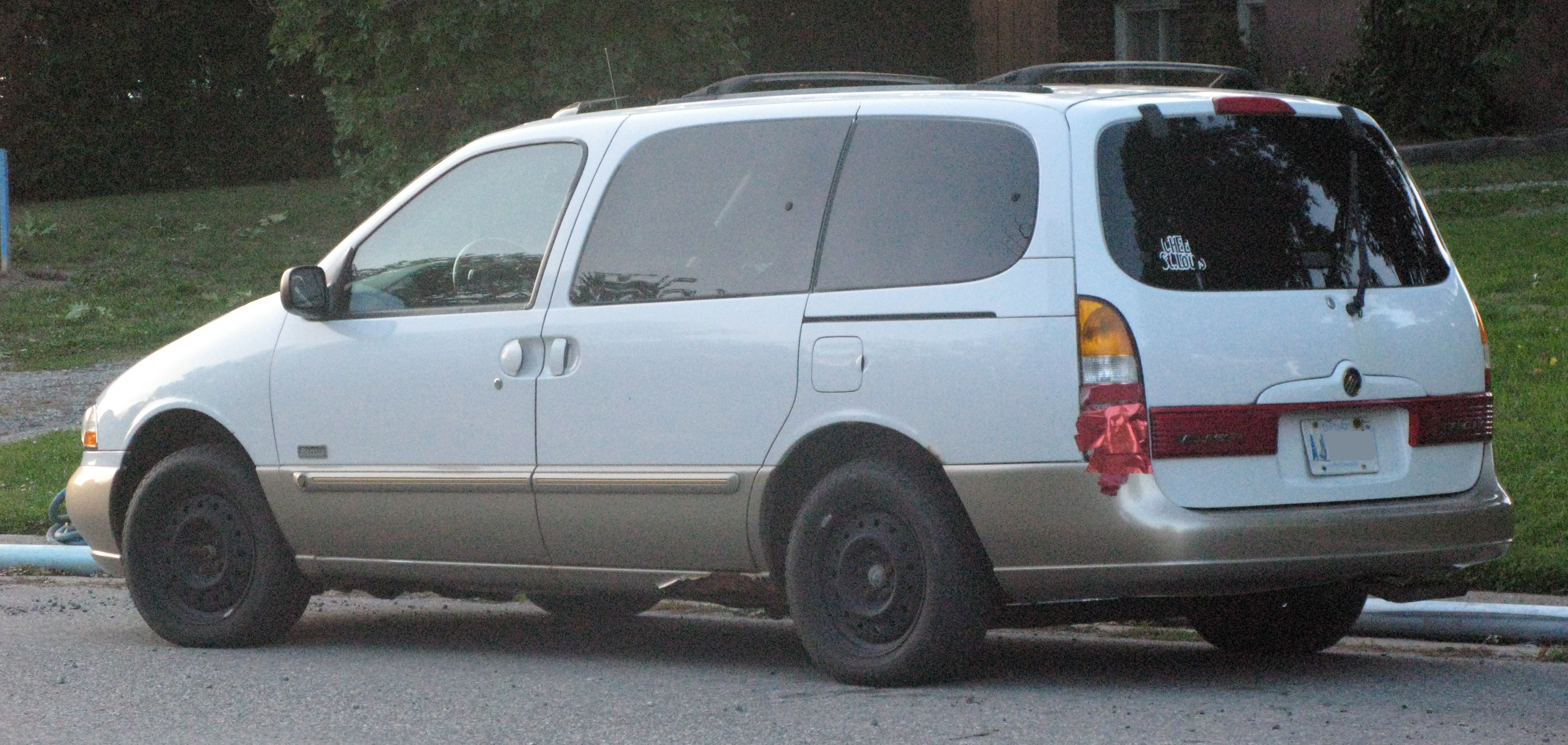
Heckansicht
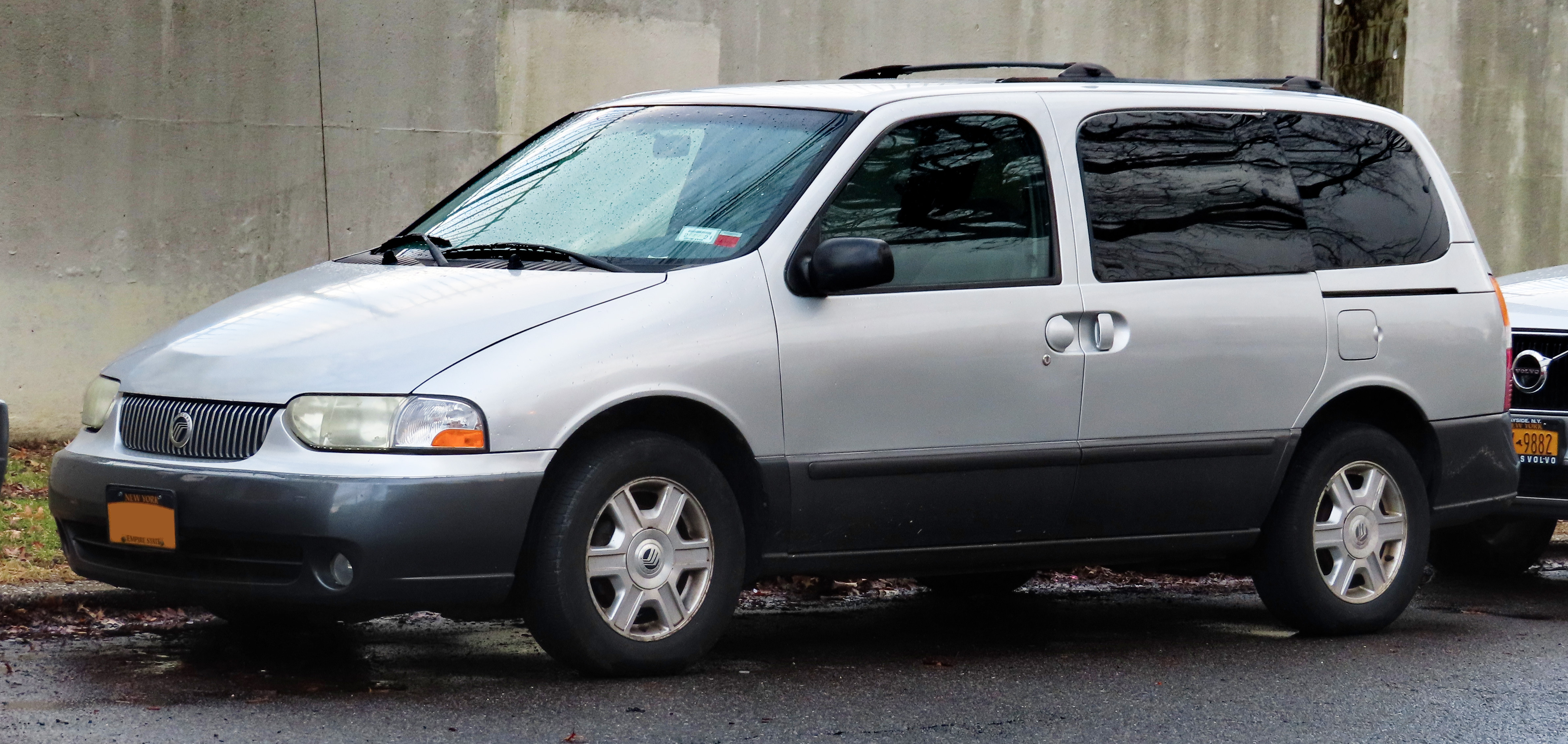
Facelift (2000–2002)
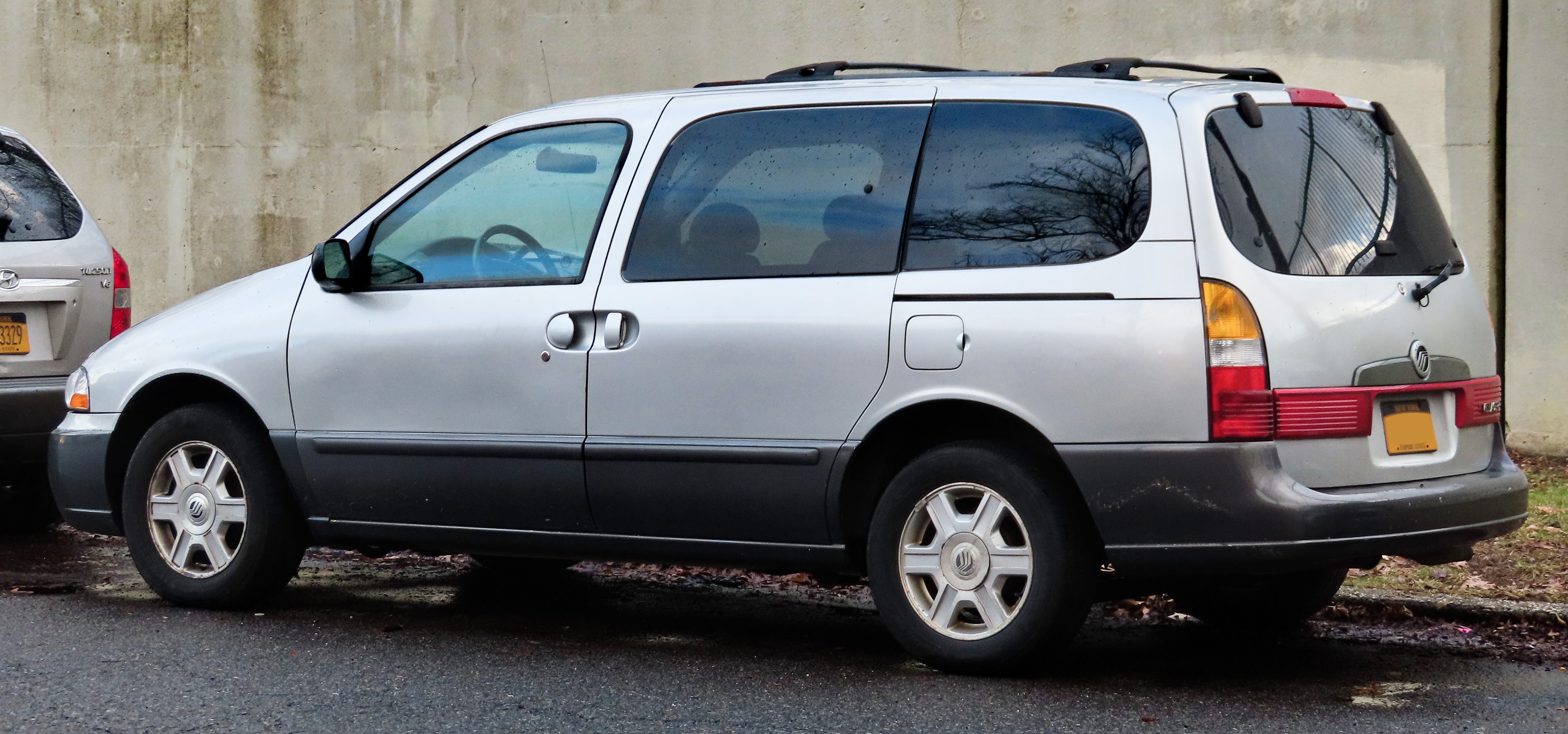
Heckansicht
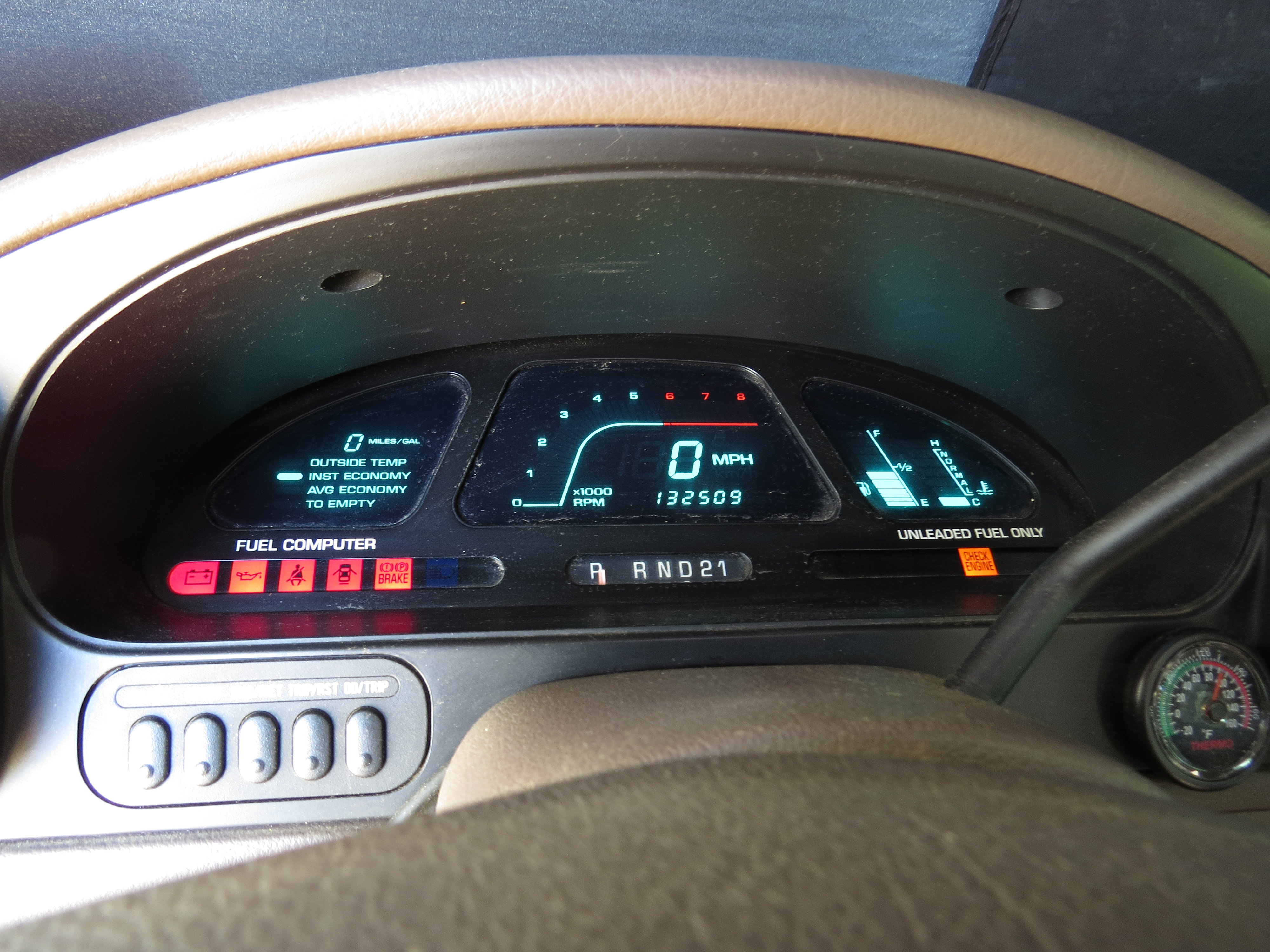
Digitale Instrumente

## Rezeption und Nachfolger
Der Villager war anfangs sehr erfolgreich, geriet aber gegen Ende der 1990er-Jahre aufgrund stärkerer Konkurrenz zunehmend ins Hintertreffen. Auch nach der Einführung der zweiten Generation konnte der Absatz nicht mehr wirklich gesteigert werden, weshalb Ford kurz nach Anlaufen des Modelljahres 2002 die Villager-Produktion einstellte und das Joint Venture beendete. In der Folge lancierte Nissan eine neue selbstentwickelte Quest-Generation, während Mercury eine Variante des Ford Freestar verkaufte, den Mercury Monterey.